# コナー・マクファーソン
コナー・マクファーソン（英語: Conor McPherson、1971年8月6日 - ）は、アイルランドの劇作家、脚本家、舞台と映画の監督である。マクファーソンは、世界の演劇への貢献が認められ、2013年6月にダブリン大学から文学博士号を授与された。
マクファーソンはダブリンで生まれた。彼はダブリン大学で教育を受け、大学の演劇団体であるUCD Dramsocのメンバーとして戯曲を書き始め、その後、フライ・バイ・ナイト・シアター・カンパニーを設立し、何本か戯曲を制作した。彼は現代アイルランドを代表する劇作家の一人とされていて、その戯曲は高い評価を得ており、ウェスト・エンドとブロードウェイを含む全世界で上演されている。

## 作品

### 戯曲
- Rum and Vodka (1992)
- The Good Thief (1994)
- This Lime Tree Bower (1995)
- Saint Nicholas (1997)
- 『堰』The Weir (1997)
- 『ダブリン・キャロル』Dublin Carol (2000)
- Port Authority (2001)
- Come On Over (2001)
- Shining City (2004)
- 『海をゆく者』The Seafarer (2006)[3]
- 『北国の少女』Girl from the North Country (2017)

### 映像作品
- I Went Down (1997) (脚本)
- Endgame (2000) (監督)
- Saltwater (2000) (監督)
- The Actors (2003) (監督)
- The Running Mate (2007) (ストーリークリエイター)